# Humberto Delgado

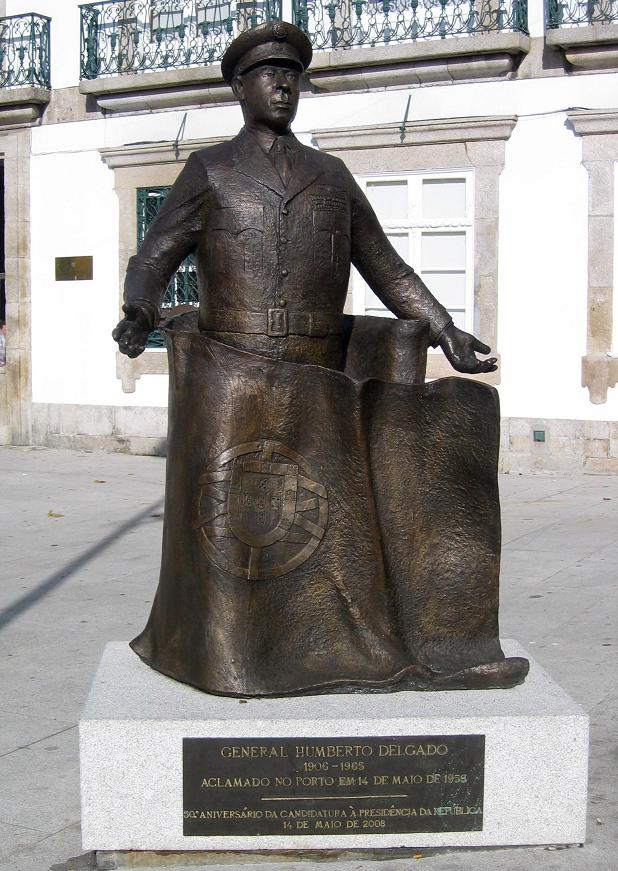
Eremonument voor General Humberto Delgado in Porto, onthuld op 14 mei 2008 (beeldhouwwerk van Henrique Matos).

Humberto da Silva Delgado (Brogueira-Torres Novas, 15 mei 1906 - bij Olivenza, 13 februari 1965) was een generaal van de Portugese luchtmacht en politicus. Hij was de zoon van Joaquim Delgado en Maria do Ó Pereira en had drie jongere zusters, Deolinda, Aida en Lídia. Hij was gehuwd met Maria Iva Theriaga Leitão Tavares de Andrade en had een zoon (Ivo) en twee dochters (Iva en Maria).

## Toegewijd aan de Estado Novo
Hij startte zijn carrière met een militaire opleiding, die hij in 1925 afsloot. Nam in 1926 deel aan de militaire opstand die een eind maakte aan de liberale republiek en stond helemaal achter de oprichting van de Estado Novo onder leiding van Salazar in 1933. Hij werd directeur van het Nationaal Secretariaat voor de Burgerluchtvaart, Commandant-Generaal van het Portugese Legioen (een paramilitaire organisatie), Nationaal Afgevaardigde-Commissaris van de Portugese Jeugd (de jeugdorganisatie gelinkt aan het regime) en werd in 1951 en 1952 Procurator van de Corporatieve Kamer (gekozen lid van het consultatief orgaan met vertegenwoordigers van economische, sociale culturele en andere corporaties, dat vergaderde in het Senaatsgebouw). Hij was toen ook de vertegenwoordiger van Portugal bij onderhandelingen voor geheime akkoorden met de Engelse regering over het gebruik van militaire bases op de Azoren.

## Delgado wordt democraat
Aanvankelijk fervent aanhanger van de rechtse dictatuur van António de Oliveira Salazar, op zijn 47ste de jongste generaal in de Portugese geschiedenis, werd hij daarna toch gedreven naar de democratische idealen door zijn functie vanaf 1952 als Militair Attaché en, tot 1957, als Luchtvaart-attaché bij de Portugese ambassade in Washington D.C.. Hij stelde zich daarna namens de oppositie verkiesbaar voor de Portugese presidentsverkiezingen van 1958.

## Presidentskandidaat
Dictator Salazar was tijdens zijn hele ambtsperiode altijd alleen maar premier geweest, een functie die -formeel gezien- door de president benoemd moest worden. Ook voor de verkiezingen van 1958 had de dictator geweigerd om het presidentschap van Portugal te aanvaarden.
In een berucht interview op 10 mei van dat jaar, in het café Chave d'Ouro in Lissabon, werd Delgado gevraagd wat zijn houding zou zijn jegens Salazar als hij zou verkozen worden, en toen deed hij de gevleugelde uitspraak die in de Portugese politiek vanaf toen een begrip zou zijn: "Obviamente, demito-o!" ('Natuurlijk ontsla ik hem dan'). Deze zin werd de oorlogsverklaring aan het regime.
Zijn ongezouten uitspraken leverden hem de erenaam General sem Medo ('Generaal zonder Vrees') op.

## Campagne van de Generaal zonder Vrees

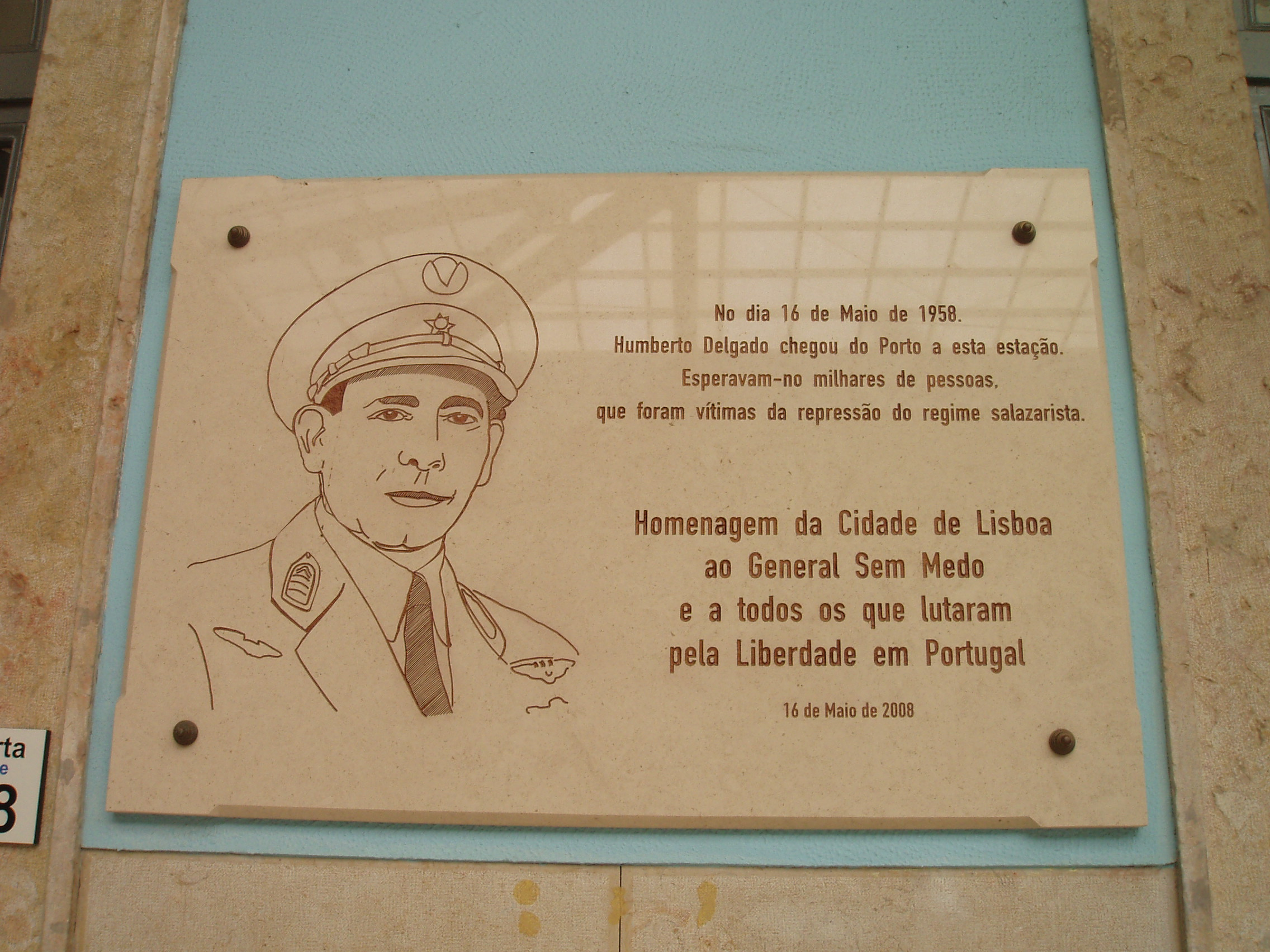
Gedenkplaat voor Humberto Delgado in het spoorwegstation Santa Apolónia in Lissabon

Op 14 mei 1958 was een menigte van ruim 200 000 mensen op de been om de Generaal te ontvangen bij zijn aankomst in het station São Bento in Porto. Hij maakte een triomftocht in zijn wagen naar de haven in de benedenstad. Hetzelfde was hem, twee dagen later op 16 mei, echter niet gegund in Lissabon: bij aankomst in het station Santa Apolónia werd zijn wagen afgeleid naar de oostelijke buitenwijk, tot bij zijn woning, terwijl een massa mensen op hem wachtte in het centrum van de stad. De Guarda Nacional Republicana (GNR) verbood de manifestatie en gebruikte extreem geweld bij het verkiezingscentrum van Delgado in de wijk Baixa. Hoeveel doden en gewonden er toen vielen is nooit helemaal opgehelderd.
Niettemin haalde Delgado nog geen 25 % van de stemmen, terwijl toch algemeen de indruk overheerste dat hij de echte overwinnaar zou worden. Er waren duidelijke aanwijzingen dat de geheime politie stembussen had gevuld met formulieren voor zijn tegenkandidaat, de favoriet van het regime, admiraal Américo Tomás.
Toezicht op de verkiezingen bestond uiteraard niet en later kon ook niets meer gecontroleerd worden. De oppositie zowel als Delgado zelf wierpen op dat er fraude in het spel was, waarop hij in 1959 uit het leger werd ontslagen.

## Asiel
Delgado werd slachtoffer van represailles van de politieke politie en zocht een onderkomen in de Braziliaanse ambassade van waaruit hij in ballingschap ging. Hij bracht veel tijd in ballingschap door in Brazilië en later in Algerije, als gast van Ahmed Ben Bella. In 1963 had de Braziliaanse overheid de verblijfsvergunning van Delgado ingetrokken, waarop hij een onderkomen vond in Algerije.
In 1964 stichtte hij in Rome het Patriottisch Nationaal Bevrijdingsfront (Frente Patriótica de Libertação Nacional – FPLN). Als banneling zag hij in een militaire coup de enige mogelijkheid om een einde te maken aan de Portugese dictatuur, terwijl anderen voorstander waren van een nationale opstand.
De generaal ondersteunde vanuit zijn ballingschap acties van de oppositie. Onder meer nam hij de verantwoording op zich van de kaping van het passagiersschip Santa Maria in het voorjaar van 1961, dat naar het Braziliaanse Recife werd afgeleid, waarna de kapers politiek asiel kregen. Hij deed ook moeite om leidende militairen aan te trekken voor een staatsgreep. Een geplande coup zou uiteindelijk in 1962 plaatsvinden na een aanval op de kazerne van Beja en andere strategische plaatsen in Portugal. Deze poging mislukte echter en Delgado vluchtte weer het land uit.

## Vermoord
Delgado en zijn Braziliaanse secretaresse Arajaryr Moreira de Campos zouden vermoord worden op 13 februari 1965, in een hinderlaag gelokt door de geheime politie (PIDE) aan de Spaans-Portugese grens bij de plaats Olivenza, tijdens een poging om clandestien het land in te komen. De officiële lezing was dat hij gedood is terwijl hij zichzelf verdedigde, maar hij was niet eens bewapend toen hij werd neergeschoten, zijn secretaresse was gewurgd. Hun lichamen werden pas twee maanden later gevonden in de buurt, bij het Spaanse grensdorp Villanueva del Fresno.
Dictator Salazar verscheen later op het nationale televisiescherm met de mededeling dat hij niets afwist van betrokkenheid van de politieke politie en dat volgens hem deze gebeurtenis te wijten was aan onderlinge vijandigheden tussen oppositie-groepen. De omstandigheden van deze moord zijn tot op heden niet helemaal opgehelderd. Na de Anjerrevolutie van 1974 werden er aanknopingspunten gevonden voor de verantwoordelijkheid van hogere kringen bij de GNR.
In 1990 werd Humberto Delgado postuum benoemd tot Maarschalk van de Portugese Luchtmacht. Als enige met die rang, werd een brede laan in Lissabon naar hem genoemd en zijn stoffelijk overschot werd bijgezet in het Nationaal Pantheon. De betekenis hiervan kan moeilijk worden overschat, het Pantheon is de laatste rustplaats van bekende Portugese schrijvers, verschillende presidenten en de in 1999 overleden fado-zangeres Amália Rodrigues.